# Элизиум (книжная серия)
Элизиум — серия книг русского писателя Александра Андерсона, написанная в жанре детской сказки, однако рекомендованная для чтения взрослым. Главной героиней серии является обычная девочка по имени Аликс, которая живёт в старом замке с привидениями. Первая книга, «Аликс и монеты», вышла в 2014 году после победы Александра Андерсона в конкурсе издательства Росмэн «Новая детская книга 2013». На момент конкурса название книги было «Алекс и монетки». «Элизиум. Аликс и монеты» получил Книжную премию Рунета-2014 года в номинации «Детская литература» и вошёл в финал в «Выборе читателей LiveLib.ru 2014 года». Издательство Росмэн назвала эту книгу «самой загадочной книгой года».

## История создания и идея
Когда я только приступил к работе над романом, это была обычная сказка, но с каждой новой главой, где героиня искала родителей, на самом деле мы вместе отвечали на вопросы, которые я так боялся задать в детстве. При этом я не забывал, что в первую очередь это приключение, где есть интриги, таинственный мир, герои и злодеи. Разве что грани между добром и злом мне захотелось оставить размытыми. Книга писалась под вдохновением необычных писателей Нила Геймана и Келли Линк, в ней есть отсылки к замечательным фильмам Тима Бертона, мрачность и сказочность. С каждой книгой история и атмосфера будут взрослеть, а мир складываться в понятный узор. Так как он для героев загадка и некая изнанка нашего реального мира, взрослые читатели смогут провести свои параллели, а дети и подростки свои.
Главная идея первой книги – вы вправе управлять своей жизнью, не обманывая себя ложными целями, идти до конца как подсказывает вам сердце, а не незнакомец скрывающий лицо за фарфоровой маской.
— Интервью с Александром Андерсоном

## Сюжет

### Аликс и монеты
Давным-давно у Аликс пропала вся семья, и девочка воспитывалась привидениями в их родовом замке. В день двенадцатилетия Аликс к девочке приходит незнакомец под именем Шут. Он обещает помочь найти Аликс её родителей, но за каждую услугу Аликс должна будет платить Шуту монетой, которые она получала в детстве за молочные зубы у зубной феи. Однако эти монеты - не только кусочки металла, но и частицы жизни Аликс, и если девочка отдаст все шесть монет, она умрёт.

## Достижения и критика

### Награды
- Победа в конкурсе «Новая Детская Книга-2013»
- Книжная премия Рунета-2014
- Выход в финал в конкурсе «Выбор читателей LiveLib.ru 2014 года»

### Критика
Книга получила массу положительных отзывов. Её назвали «самой загадочной книгой года» и сравнивали с произведениями Тима Бёртона и Льюисом Кэрроллом. «Российская газета» взяла интервью у автора, расспросив о возникновении идеи и процессе написания.
Несмотря на то, что книга писалась, как детская сказка, критики оценивали её как сказку для более старшей аудитории и приводили в пример многочисленные философские цитаты, которые доступно понять только взрослым. Однако кроме положительных отзывов было и несколько отрицательных, в которых говорилось о банальном плагиате «Алисы в Стране Чудес».

## Оформление
Обложку и иллюстрации, как и для предыдущих двух романов-победителей «Новой Детской Книги» («Часодеи», «Зерцалия»), приготовила Ольга Закис.Во время работы она заявила, что хотела бы нарисовать большие цветные иллюстрации и будет надеяться, что в будущем «Элизиум» будет переиздан в более красочном формате для детей: „«Росмэн» не планировал делать книгу с иллюстрациями, но у меня есть желание проиллюстрировать эту книгу: очень многие её эпизоды я сразу увидела как картинки – садись и рисуй“.
Интервью с Ольгой Закис:

— Обложку книги «Элизиум. Аликс и монеты» можно назвать точным попаданием в образы, настроение книги. Как проходила работа над обложкой? Ты сразу поняла, что на обложке должен быть Шут, или рассматривала еще какие-то идеи?
— Я довольно долго мучилась с обложкой, хотя было ясно, что нужно изобразить Шута. После того, как я определилась с лицом-маской, дело пошло быстрее. В общем-то чем выше планка, тем больше усилий прилагаешь – а в данном случае мне очень хотелось, чтобы обложка отразила «странность», загадочность этой книги, её театральную мрачноватость. 
— 2014